# Caio Cláudio Pulcro (pretor em 56 a.C.)
Caio Cláudio Pulcro (em latim: Gaius Claudius Pulcher) foi um político romano eleito pretor em 56 a.C.. Era o segundo filho de Ápio Cláudio Pulcro e Cecília Metela. Seu irmão mais velho era Ápio Cláudio Pulcro, cônsul em 54 a.C., e o mais novo, o notório tribuno da plebe Públio Clódio Pulcro.

## Carreira
Em 58 a.C., Pulcro atuou como legado de Júlio César na Gália. Dois anos depois, foi eleito pretor e impediu, juntamente com Clódio, que o decreto determinando o exílio de Cícero anos antes fosse removido do Capitólio. Entre 55 e 53, serviu como governador propretor da Ásia. Em 53, Pulcro pretendia concorrer ao consulado, mas como seria necessário abandonar o governo na Ásia, desistiu.
Marco Servílio processou Pulcro por extorsão depois que ele voltou de sua província, mas foi subornado por ele para abandonar o processo. O escândalo veio a luz em 51, quando o jovem filho de Pulcro, Ápio, reclamou o valor da propina de Servílio. Apesar da propina, Pulcro provavelmente não conseguiu escapar de uma condenação; Friedrich Münzer teoriza que ele ainda vivia no exílio em 43 a.C..

## Família
O filho de Pulcro, Caio Cláudio Pulcro, foi adotado por seu tio, Ápio Cláudio Pulcro, o cônsul em 54 a.C., e adotou o nome Ápio Cláudio Pulcro. Ele foi cônsul em 38 a.C.. 